# Байрон Кейті
Байрон Кейтлін Мітчелл (англ. Byron Kathleen Mitchell), уроджена Рід (англ. Reid), більш відома як Байрон Кейті (англ. Byron Katie) (народилася 1942) — американський лектор і автор книг, присвячених методу самодослідження, який називається «Робота».

## Біографія
Байрон Кейтлін Рід після тридцяти років почала страждати від жорстокої депресії. Мати сімейства й підприємець, вона жила в невеликому містечку в південно-каліфорнійській пустелі. Протягом майже десяти років вона продовжувала занурюватися в параною, гнів, огиду до самої себе й постійні думки про самогубство; останні два роки вона часто не могла знайти в собі сили покинути свою спальню. Потім одного разу вранці в лютому 1986 року, перебуваючи в реабілітаційному центрі, вона усвідомила щось, що змінило її життя. Вона вважає, що її досвід аналогічний тому, що під різними назвами описується в буддійській і індуїстської літературі. Кейті називає це «пробудженням до реальності». У той момент просвітлення, як вона каже:

Я виявила, що коли я вірю своїм думкам, я страждаю, а коли я не вірю їм, я не страждаю, і це вірно для кожної людини. Свобода виявилася настільки простою. Я виявила, що страждати необов'язково. Я знайшла в собі радість, яка ніколи не зникає навіть на мить. Ця радість є в кожному з нас, постійно.

Кейті не є послідовником якоїсь певної релігії чи традиції. Вона одружена з поетом і перекладачем Стівеном Мітчеллом (Stephen Mitchell), спільно з яким вона написала свою першу книгу «Любити те, що є», а також свою третю книжку «Тисяча імен радості».

## Виникнення Роботи
Незабаром після «пробудження» Кейті, за її словами, до неї почали звертатися люди, питаючи, як вони можуть отримати свободу, сяйво якої вони бачили в ній. Люди з її містечка і згодом звідусіль приходили, щоб зустрітися з нею, а деякі навіть залишалися з нею жити.
Метод самодослідження Кейті, який вона називає Роботою, висловлює в словах питання, що спочатку не мали форми, які пробудилися в ній у той лютневий ранок. У міру поширення відгуків людей про трансформації, що сталася з ними завдяки Роботі, Кеті стала отримувати запрошення розповідати про Роботу в інших містах Каліфорнії, потім в інших штатах і зрештою в Європі й усьому світі. Вона навчає Роботі на громадських заходах, у в'язницях, лікарнях, церквах, корпораціях, притулках для постраждалих від насильства в сім'ї, університетах та школах, на тренінгах і в її дев'ятиденній Школі.

## Робота
Робота заснована на чотирьох питаннях і процесі, який називається «переворот».
Чотири питання:
1. Це правда?
2. Чи можете ви абсолютно точно знати, що це правда?
3. Як ви реагуєте, коли вірите цій думці?
4. Ким би ви були без цієї думки?

Роботу можна виконувати самостійно, або разом з іншою людиною.
Спочатку людина повинна вибрати переконання чи думку, що має відношення до теми, яка викликає тривогу або неприємні відчуття. Рекомендується спочатку досліджувати щось, що зробив хтось інший, і що здається важливим, дратує чи турбує вас, наприклад: «Моя мати ніколи не любила мене» або «Том не повинен розраховувати, що я буду вирішувати його проблеми».
Потім за цією думкою людина задає собі чотири питання, що перераховані вище. Питання також може задавати ваш партнер по дослідженню. Якщо людина працює самостійно, вона записує відповіді, а під час роботи з партнером відповідає вголос.
Після того як питання задані, вислів буквально змінюється на протилежний, перевертається. Наприклад: «Моя мати ніколи не любила мене» перетворюється в «Моя мати завжди любила мене». При цьому людина, що робить Роботу, перевіряє, чи вона може виявити, яким чином нова думка є такою самою або більш правдивою, ніж первісна.
Переворот також набуває форму висловлювання, зверненого на себе: «Я ніколи не любила свою матір» або «Я ніколи не любила себе».
Ось як сама Кейті коротко описує Роботу: «Засудіть свого ближнього, запишіть це, задайте чотири питання і розгорніть».
Кейті застосовує цей метод для дослідження хворобливих переконань на багато тем, включаючи міжособистісні стосунки, виховання дітей, хвороби, смерть і емоційні травми. Вона допомагає учасникам її тренінгів виконувати Роботу за різних ситуацій, від звичайних людей, які турбуються щодо своєї фінансової безпеки, до в'язнів та людей, які пережили збройні конфлікти.

## Цитати Байрон Кейті
«Коли я сперечаюся з реальністю, я програю. Але тільки в 100 % випадків».
«Я закохана в те, що є, не тому, що я духовна людина, а тому що сперечатися з реальністю боляче».
«Кожна історія — це варіант однієї й тієї самої теми: це не повинно відбуватися, я не повинен відчувати це, Бог несправедливий, життя несправедливе».

## Книги Байрон Кейті
- Любити те, що є: чотири питання, які можуть змінити ваше життя, 2002 / Loving What Is: Four Questions That Can Change Your Life, with Stephen Mitchell, Harmony Books, 2002, ISBN 0-609-60874-6 (HC)
- Мені потрібна твоя любов — це правда? Як перестати шукати любов, схвалення і визнання, і знайти все це, 2006 / I Need Your Love — Is That True? How to Stop Seeking Love, Appreciation, and Approval and Start Finding Them Instead, with Michael Katz, Harmony Books, 2005, ISBN 1-4000-5107-X (HC)
- Тисяча імен радості: як жити в гармонії з тим, що є, 2007 / A Thousand Names for Joy: Living in Harmony with the Way Things Are, with Stephen Mitchell, Harmony Books, 2007. ISBN 978-0-307-33923-2 (HC)
- Досліджуйте свої думки, і зміните світ: Цитати Байрон Кейті, 2007 / Your Question Thinking, Change the World: Quotations from Byron Katie, edited by Stephen Mitchell, Hay House, 2007. ISBN 978-1-4019-1730-2 (PB)
- Ким би ти був без своєї історії? Діалоги з Байрон Кейті, 2008 / Who Would You Be Without Your Story?: Dialogues with Byron Katie, edited by Carol Williams, Hay House (October 15, 2008), ISBN 978-1-4019-2179-8 (PB)